# Ral·li Acròpolis

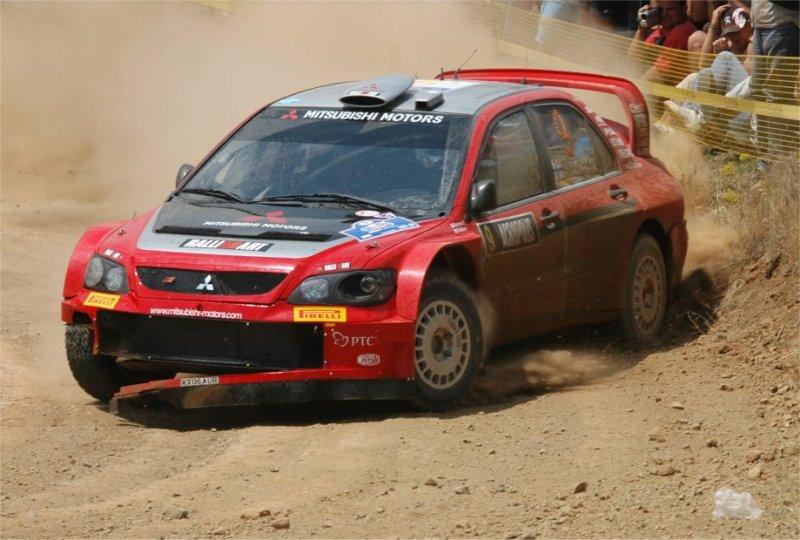
Harri Rovanperä a l'edició de 2005 amb un Mitsubishi.

El Ral·li Acròpolis, oficialment anomenat en anglès Acropolis Rally of Greece (grec: Ράλλυ Ακρόπολις), ha estat organitzat des del seu inici per l'Automobile and Touring Club of Greece (ELPA) i és una de les proves que més s'han mantingut dins el calendari del Campionat Mundial de Ral·lis al llarg de la seva història, esdevenint-ne una de les proves més icòniques junt al Ral·li de Monte-Carlo, el Ral·li Safari o el Ral·li de Sanremo. Molts corredors de ral·lis de renom han guanyat aquest esdeveniment, entre ells Walter Röhrl, Björn Waldegård, Ari Vatanen, Stig Blomqvist, Juha Kankkunen, Carlos Sainz o Sébastien Loeb.
Es desenvolupa per camins montanyosos de roca i en les condicions atmosfèriques habituals de la prova sol aixecar-se gran quantitat de pols pels camins i les temperatures són força elevades. El ral·li és conegut per la seva gran duresa tant per competidors com per vehicles. És una de les proves més dures del calendari.
El pilot amb més victòries al Ral·li Acròpolis és Colin McRae amb 5 victòries entre 1996 i 2002. Per darrere de McRae trobem quatre pilots que han aconseguit guanyar la prova en tres ocasions: Miki Biasion, Carlos Sainz, Walter Röhrl i Sébastien Loeb.

## Guanyadors
A 11 de setembre de 2022
| Any  | Edició                                     | Pilot                          | Copilot                        | Cotxe                          | Camp.                          |
| ---- | ------------------------------------------ | ------------------------------ | ------------------------------ | ------------------------------ | ------------------------------ |
| 1951 | ELPA Rally                                 | Petros Peratikos               | GRE                            | Fiat 1400                      |                                |
| 1952 | ELPA Rally                                 | Johnny Pesmatzoglou            | Níkos Papamichail              | Chevrolet                      |                                |
| 1953 | 1st Acropolis Rally                        | Nikos Papamichail              | Spiros Dimitrakos              | Jaguar Xk 120                  |                                |
| 1954 | 2nd Acropolis Rally                        | Pétros Papadópoulos            | Spiros Dimitrakos              | Opel Record                    |                                |
| 1955 | 3rd Acropolis Rally                        | Johnny Pesmatzoglou            | M. Papandreou                  | Opel Kapitan                   |                                |
| 1956 | 4th Acropolis Rally                        | Walter Schock                  | Rolf Moll                      | Mercedes 300 SL                |                                |
| 1957 | 5th Acropolis Rally                        | Jean-Pierre Estager            | Lucille Estager                | Ferrari 250 Gt                 |                                |
| 1958 | 6th Acropolis Rally                        | Luigi Villoresi                | Ciro Basadonna                 | Lancia Aurelia Gt              |                                |
| 1959 | 7th Acropolis Rally                        | Wolfgang Levy                  | Hans Wenscher                  | Auto Union 1000                |                                |
| 1960 | 8th Acropolis Rally                        | Walter Schock                  | Rolf Moll                      | Mercedes 220 SE                |                                |
| 1961 | 9th Acropolis Rally                        | Erik Carlsson                  | Walter Karlsson                | Saab 96                        |                                |
| 1962 | 10th Acropolis Rally                       | Eugen Böhringer                | Peter Lang                     | Mercedes 200 SEd               |                                |
| 1963 | 11th Acropolis Rally                       | Eugen Böhringer                | Rolf Knoll                     | Mercedes 300 SE                |                                |
| 1964 | 12th Acropolis Rally                       | Tom Trana                      | Gunnar Thermaenius             | Volvo PV 544                   |                                |
| 1965 | 13th Acropolis Rally                       | Carl-Magnus Skogh              | Lennart Berggren               | Volvo 122 Amazon               |                                |
| 1966 | 14th Acropolis Rally                       | Bengt Söderstrom               | Gunnar Palm                    | Lotus Cortina                  |                                |
| 1967 | 15th Acropolis Rally                       | Paddy Hopkirk                  | Ron Grellin                    | Mini Cooper                    |                                |
| 1968 | 16th Acropolis Rally                       | Roger Clark                    | Jim Porter                     | Ford Escort Twin-Cam           |                                |
| 1969 | 17th Acropolis Rally                       | Pauli Toivonen                 | Martti Colari                  | Porsche 911 S                  |                                |
| 1970 | 18th Acropolis Rally                       | Jean-Luc Thérier               | Marcel Callewaert              | Alpine-Renault A110 1600       | IMC                            |
| 1971 | 19th Acropolis Rally                       | Ove Andersson                  | Arne Hertz                     | Alpine-Renault A110 1600       | IMC                            |
| 1972 | 20th Acropolis Rally                       | Håkan Lindberg                 | Helmut Eisendle                | Fiat 124 Sport Spider          | IMC                            |
| 1973 | 21st Acropolis Rally                       | Jean-Luc Thérier               | Christian Delferrier           | Alpine-Renault A110 1800       | WRC                            |
| 1974 | Cancel·lat (Crisi del petroli)             | Cancel·lat (Crisi del petroli) | Cancel·lat (Crisi del petroli) | Cancel·lat (Crisi del petroli) | Cancel·lat (Crisi del petroli) |
| 1975 | 22nd Acropolis Rally                       | Walter Röhrl                   | Jochen Berger                  | Opel Ascona                    | WRC                            |
| 1976 | 23rd Acropolis Rally                       | Harry Källström                | Claes-Göran Andersson          | Datsun 160J                    | WRC                            |
| 1977 | 24th Acropolis Rally                       | Björn Waldegård                | Hans Thorszelius               | Ford Escort RS1800             | WRC                            |
| 1978 | 25th Acropolis Rally                       | Walter Röhrl                   | Christian Geistdörfer          | Fiat 131 Abarth                | WRC                            |
| 1979 | 26th Acropolis Rally                       | Björn Waldegård                | Hans Thorszelius               | Ford Escort RS1800             | WRC                            |
| 1980 | 27th Acropolis Rally                       | Ari Vatanen                    | David Richards                 | Ford Escort RS1800             | WRC                            |
| 1981 | 28th Acropolis Rally                       | Ari Vatanen                    | David Richards                 | Ford Escort RS1800             | WRC                            |
| 1982 | 29th Acropolis Rally                       | Michèle Mouton                 | Fabrizia Pons                  | Audi Quattro                   | WRC                            |
| 1983 | 30th Acropolis Rally                       | Walter Röhrl                   | Christian Geistdörfer          | Lancia Rally 037               | WRC                            |
| 1984 | 31st Acropolis Rally                       | Stig Blomqvist                 | Björn Cederberg                | Audi Quattro A2                | WRC                            |
| 1985 | 32nd Acropolis Rally                       | Timo Salonen                   | Seppo Harjanne                 | Peugeot 205 Turbo 16 E2        | WRC                            |
| 1986 | 33rd Acropolis Rally                       | Juha Kankkunen                 | Juha Piironen                  | Peugeot 205 Turbo 16 E2        | WRC                            |
| 1987 | 34th Acropolis Rally                       | Markku Alén                    | Ilkka Kivimäki                 | Lancia Delta HF 4WD            | WRC                            |
| 1988 | 35th Acropolis Rally                       | Miki Biasion                   | Tiziano Siviero                | Lancia Delta Integrale         | WRC                            |
| 1989 | 36th Acropolis Rally                       | Miki Biasion                   | Tiziano Siviero                | Lancia Delta Integrale         | WRC                            |
| 1990 | 37th Acropolis Rally                       | Carlos Sainz                   | Luis Moya                      | Toyota Celica GT-Four          | WRC                            |
| 1991 | 38th Acropolis Rally                       | Juha Kankkunen                 | Juha Piironen                  | Lancia Delta Integrale 16V     | WRC                            |
| 1992 | 39th Acropolis Rally                       | Didier Auriol                  | Bernard Occelli                | Lancia Delta Integrale         | WRC                            |
| 1993 | 40th Acropolis Rally                       | Miki Biasion                   | Tiziano Siviero                | Ford Escort RS Cosworth        | WRC                            |
| 1994 | 41st Acropolis Rally of Greece             | Carlos Sainz                   | Luis Moya                      | Subaru Impreza 555             | WRC                            |
| 1995 | 42nd Acropolis Rally of Greece             | Aris Vovos                     | Kóstas Stefanis                | Lancia Delta HF Integrale      | C2L                            |
| 1996 | 43rd Acropolis Rally of Greece             | Colin McRae                    | Derek Ringer                   | Subaru Impreza 555             | WRC                            |
| 1997 | 44th Acropolis Rally of Greece             | Carlos Sainz                   | Luis Moya                      | Ford Escort WRC                | WRC                            |
| 1998 | 45th Acropolis Rally of Greece             | Colin McRae                    | Nicky Grist                    | Subaru Impreza WRC             | WRC                            |
| 1999 | 46th Acropolis Rally of Greece             | Richard Burns                  | Robert Reid                    | Subaru Impreza WRC             | WRC                            |
| 2000 | 47th Acropolis Rally                       | Colin McRae                    | Nicky Grist                    | Ford Focus WRC                 | WRC                            |
| 2001 | 48th Acropolis Rally                       | Colin McRae                    | Nicky Grist                    | Ford Focus WRC                 | WRC                            |
| 2002 | 49th Acropolis Rally                       | Colin McRae                    | Nicky Grist                    | Ford Focus WRC                 | WRC                            |
| 2003 | 50th Acropolis Rally                       | Markko Märtin                  | Michael Park                   | Ford Focus WRC                 | WRC                            |
| 2004 | 51st Acropolis Rally                       | Petter Solberg                 | Phil Mills                     | Subaru Impreza WRC             | WRC                            |
| 2005 | 52nd Acropolis Rally                       | Sébastien Loeb                 | Daniel Elena                   | Citroën Xsara WRC              | WRC                            |
| 2006 | 53rd BP Ultimate Acropolis Rally of Greece | Marcus Grönholm                | Timo Rautiainen                | Ford Focus RS WRC 06           | WRC                            |
| 2007 | 54th BP Ultimate Acropolis Rally of Greece | Marcus Grönholm                | Timo Rautiainen                | Ford Focus RS WRC 06           | WRC                            |
| 2008 | 55th BP Ultimate Acropolis Rally of Greece | Sébastien Loeb                 | Daniel Elena                   | Citroën C4 WRC                 | WRC                            |
| 2009 | 56th Acropolis Rally of Greece             | Mikko Hirvonen                 | Jarmo Lehtinen                 | Ford Focus RS WRC 09           | WRC                            |
| 2010 | No disputat                                | No disputat                    | No disputat                    | No disputat                    | No disputat                    |
| 2011 | 57th Acropolis Rally of Greece             | Sebastien Ogier                | Julian Ingrassia               | Citroën DS3 WRC                | WRC                            |
| 2012 | 58th Acropolis Rally of Greece             | Sebastien Loeb                 | Daniel Elena                   | Citroën DS3 WRC                | WRC                            |
| 2013 | 59th Acropolis Rally of Greece             | Jari-Matti Latvala             | Miikka Anttila                 | Volkswagen Polo R WRC          | WRC                            |
| 2014 | 60th Acropolis Rally                       | Craig Breen                    | Scott Martin                   | Peugeot 208 T16                | ERC                            |
| 2015 | 61st Seajets Acropolis Rally               | Kajetan Kajetanowicz           | Jaroslaw Baran                 | Ford Fiesta R5                 | ERC                            |
| 2016 | 62nd Seajets Acropolis Rally               | Ralfs Sirmacis                 | Arturs Šimins                  | Skoda Fabia R5                 | ERC                            |
| 2017 | 63nd Seajets Acropolis Rally               | Kajetan Kajetanowicz           | Jaroslaw Baran                 | Ford Fiesta R5                 | ERC                            |
| 2018 | 64th EKO Acropolis Rally                   | Bruno Magalhães                | Hugo Magalhães                 | Škoda Fabia R5                 | ERC                            |
| 2019 | No disputat                                | No disputat                    | No disputat                    | No disputat                    | No disputat                    |
| 2020 | No disputat                                | No disputat                    | No disputat                    | No disputat                    | No disputat                    |
| 2021 | 65th EKO Acropolis Rally of Gods           | Kalle Rovanperä                | Jonne Halttunen                | Toyota Yaris WRC               | WRC                            |
| 2022 | 66th EKO Acropolis Rally Greece            | Thierry Neuville               | Martijn Wydaeghe               | Hyundai i20 N WRC Rally1       | WRC                            |
| 2023 | 67th EKO Acropolis Rally Greece 2023       | Kalle Rovanperä                | Jonne Halttunen                | Toyota GR Yaris Rally1         | WRC                            |
| 2024 | 68th EKO Acropolis Rally Greece 2023       | Thierry Neuville               | Martijn Wydaeghe               | Hyundai i20 N WRC Rally1       | WRC                            |